# ライアー (クイーンの曲)
「ライアー」（Liar）は、英国のロックバンドクイーンの楽曲。1970年にリードボーカルのフレディ・マーキュリーによって書かれ、元々は「Lover」というタイトルだった。

## 概要
1973年のデビューアルバム『戦慄の王女』に収録され、特にドラムとカウベルにかけられたフランジャーエフェクトが特徴的である。1974年2月、米国ではエレクトラによって、 タイではRoyal Soundによって、冒頭部が大幅にカットされたバージョンがシングルとしてリリースされた（B面は「ドゥーイング・オール・ライト」(Doing All Right)）。ミュージックビデオには、ステージでこの曲を演奏するバンドの映像が使用されている。 
EMI Music Publishingによって発行された楽譜によると、この曲はクイーンの楽曲の中でハモンドオルガンを使用した数少ないトラックのうちの1つである（他は「ナウ・アイム・ヒア」と「アンダー・プレッシャー」）。 
この歌は、バンドにクレジットの問題をもたらした。メイは、バンド全員で作り上げた曲は誰が作詞・作曲者としてクレジットされるのかという疑問をもった。マーキュリーは、作詞者、もしくはその曲を思いついた個人が作詞・作曲者としてクレジットされると結論づけた。この習慣はザ・ミラクルまで続く。 

## ミュージックビデオ
「ライアー」のビデオ自体は1972年に撮影されていたが、発表されたのは一年後のアルバムのリリース直後だった。

## ライブパフォーマンス
バンドの初期には、「ライアー」はコンサートの定番曲であり、10分間演奏が続くことも多かった。その後、1977年のNews of the World Tourでは演奏の頻度が減り(北米公演では中盤、「ラヴ・オブ・マイ・ライフ」の前に演奏されていたが、ヨーロッパ公演では半々くらい)、1978年のJazz Tourではセットリストから完全に削除された。1979年のCrazy Tourでも演奏されたことが時折あったが、1980年のThe Game Tourでは再びセットリストから外された。 1982年のHot Space Tourのヨーロッパ公演では数回演奏された上に北米公演でも一度演奏されたと言われており（セットリストに記載はない）、 1984年のThe Works Tourでは全公演で演奏された（ただし3分以下に短縮されての演奏）。1986年のMagic Tourでは、「ティア・イット・アップ」のイントロの一部として演奏された。 この曲には、 ジョン・ディーコンのベース・ソロも含まれており、ライヴにおいては実質唯一のソロ・パートとなっていた。

## 担当
- フレディ・マーキュリー – リード・ボーカル、バッキング・ボーカル、ハモンドオルガン
- ブライアン・メイ – アコースティックおよびエレクトリック・ギター、バッキング・ボーカル
- ロジャー・テイラー – ドラム、タンブリン、カウベル、バッキング・ボーカル
- ジョン・ディーコン – ベースギター

## トラックリスト
7インチシングル（Royal Sound TKR 157）
1. ライアー（シングル版） - Liar (Mercury)– 3:03
2. ドゥーイング・オール・ライト - Doing All Right (May,Staffell)– 4:09

7インチシングル（エレクトラ E-45884） 
1. ライアー - Liar (Mercury)
2. ライアー - Liar

## 収録アルバム
- 戦慄の王女 （1973）
- アット・ザ・ビーブ （1989）
- ライヴ・アット・ザ・レインボー'74 （2014）
- オデオン座の夜〜ハマースミス1975'' （2015）
- オン・エア〜BBC セッションズ  （2016）

## カバー
コメディヘビーメタルバンドBad Newsは、冒頭のリフと他の曲構成を「Hey,Hey,Bad News」で使用した。 

## ノート
1. ↑  “Liar (single) - Queenpedia.com” (英語). Queenpedia. 2017年12月16日閲覧。
2. ↑  Georg Purvis (24 August 2012). Queen: Complete Works. Titan Books. p. 657. ISBN 978-1-78116-287-3
3. ↑  “QUEEN - LIAR (SONG)”. australian-charts.com. 2010年3月13日閲覧。